# Erne Gruppe

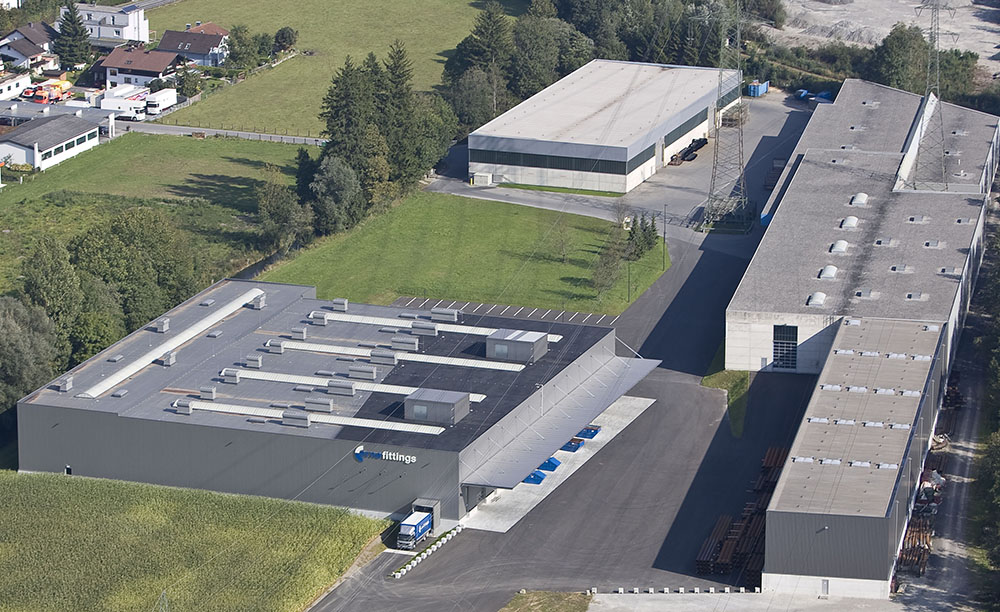
Erne Fittings, Standort Schlins

Die Erne Gruppe ist ein metallverarbeitender Industriebetrieb, der in den Bereichen Rohrleitungsverbindungen und Automobiltechnik tätig ist. Das Unternehmen befand sich bis Ende 2016 im Eigentum der Familie Erne. Firmensitz ist Schlins im österreichischen Bundesland Vorarlberg. 2012 war das Unternehmen mit ca. 500 vollbeschäftigten Mitarbeitern nach Mitarbeiterzahl das sechzehntgrößte Unternehmen in Vorarlberg. An Standorten außerhalb Vorarlbergs waren knapp 300 Mitarbeiter tätig. Insgesamt erwirtschaftete die Erne Gruppe 2012 einen Umsatz von 120 Mio. Euro.

## Organisation
In sieben Produktionsstandorten und Verkaufsniederlassungen in Europa, den USA, dem Mittleren Osten und China beschäftigt die Erne Gruppe über 700 Mitarbeiter. Die Fertigungskompetenzen liegen in den Bereichen Rohrbiegen und Hydroforming, sowie in der Schweiß- und Montagetechnik. Hergestellt werden Einschweißfittings aus Stahlwerkstoffen (Rohrbogen, T-Stücke und Reduzierungen), sowie speziell gefertigte Rohrkomponenten. Je nach Produkttype und Werkstoffart wird dabei die Warmformgebung (Dorn-Biege-Verfahren) oder die Kaltformgebung eingesetzt. Anwendungsbereich der Fittings sind vor allem in zulassungspflichtigen Anwendungsbereichen wie Kraftwerke, Pipelines, Raffinerien, Offshore-Plattformen und Chemie- und Industrieanlagen, die unter hohen Druck- und Temperatureinflüssen stehen.

## Geschichte
Die Erne Fittings entwickelt sich vom Handwerksbetrieb zum Fittings-Komplettanbieter mit eigenem Logistikzentrum in Schlins.
Im Jahr 1920 gründete Josef Erne die einstige handwerkliche Kupferschmiede in Schlins. 1984 wurde das Vormateriallager in der Josef-Erne-Straße in Schlins gebaut. 1988 wurde das Werk in Mürzzuschlag von VEW akquiriert. 1992 wurde ein Hochregallager im Logistikzentrum Schlins errichtet, das 2003 erweitert wurde. 1997 wurde die ELB-Form GmbH in Vandans als Joint-Venture mit der Vorarlberger Illwerke AG gegründet. 2001 wurde das deutsche Unternehmen Siekmann Fittings GmbH & Co. KG in Lohne (Oldenburg) gekauft. Verkaufsniederlassungen in Houston (2002) und Shanghai (2004) wurden gegründet. 2006 wurde das Joint-Venture Erne Fittings Middle East Co. Ltd. etabliert, das 2011 zu 100 % übernommen wurde. 2008 wurde die ELB-Form GmbH Group zur 100-%-Tochter und eine neue Produktionshalle der Erne Fittings GmbH am Standort Schlins in Betrieb genommen. Die Familienholding Erne Group GmbH wurde 2011 gegründet. 2013 verstarb der Hauptaktionär Helmut Erne.
Im Oktober 2016 wurde die Erne Group mit Hauptsitz in Schlins zu 100 Prozent an den österreichischen Finanzinvestor Stephan Zöchling verkauft. Mitte Dezember befürchtete der neue Eigentümer eine Insolvenz des Unternehmens. Seit 2017 steht die die Unternehmensgruppe mehrheitlich im Eigentum der Haselsteiner Familien-Privatstiftung, welche wiederum im Eigentum des industriellen Hans-Peter Haselsteiner steht. Im Zuge der Übernahme durch die Investoren Stephan Zöchling und Hans-Peter Haselsteiner wurde das Unternehmen neu aufgestellt und ausgerichtet. Im Frühjahr 2017 konnte der langjährige Vorstandsvorsitzende der OMV AG, Wolfgang Ruttenstorfer, als neuer Aufsichtsratsvorsitzender gewonnen werden. 2017 wurde zudem die Produktionshalle in der Josef-Erne-Straße in Schlins erweitert. 2018 wurde das Werk in Lohne (Siekmann Fittings GmbH & Co. KG) geschlossen und die Produktion nach Schlins in die neue Halle verlagert. Im gleichen Jahr hat Erne Fittings in Houston, USA, ein Lagerhaus eröffnet.
2019 wurde die ELB-Form GmbH in Vandans aus der Erne Group ausgegliedert und in die REMUS-SEBRING Group (ein Unternehmen des Eigentümers Stephan Zöchling) integriert. Zudem wurde 2019 weiter in den Ausbau des Werks in Jubail, Saudi-Arabien, investiert und das Produktionsprogramm erweitert.
2021 hat sich die Familie ERNE mit 16,66 % an der ERNE Group GmbH beteiligt.
2022 hat die Familie ERNE ihre Anteile an die PIPES Holding GmbH verkauft. Diese ist nun Alleingesellschafterin.
Verbundene Unternehmen
- Erne Group GmbH, Schlins, Österreich
- Erne Fittings GmbH, Schlins / Mürzzuschlag, Österreich
- Erne Fittings Middle East Ltd., Jubail City, Königreich Saudi-Arabien
- Erne Fittings USA, Inc., Houston, USA
- Erne Fittings China, Peking, China

Ehemalige verbundene Unternehmen
- ELB-Form GmbH, Vandans, Österreich (bis 2019)
- Siekmann Fittings GmbH & Co. KG, Lohne, Deutschland (bis 2018)